# Uroš Matić
Uroš Matić est un footballeur macédonien, né le 23 mai 1990 à Šabac. Il évolue au poste de milieu relayeur à Abha Club.

## Palmarès
- Championnat du Danemark : 2017
- Coupe du Danemark : 2017

## Vie privée
Uroš Matić est le frère de Nemanja Matić évoluant à l'Olympique lyonnais.